# Tetsuo Hara

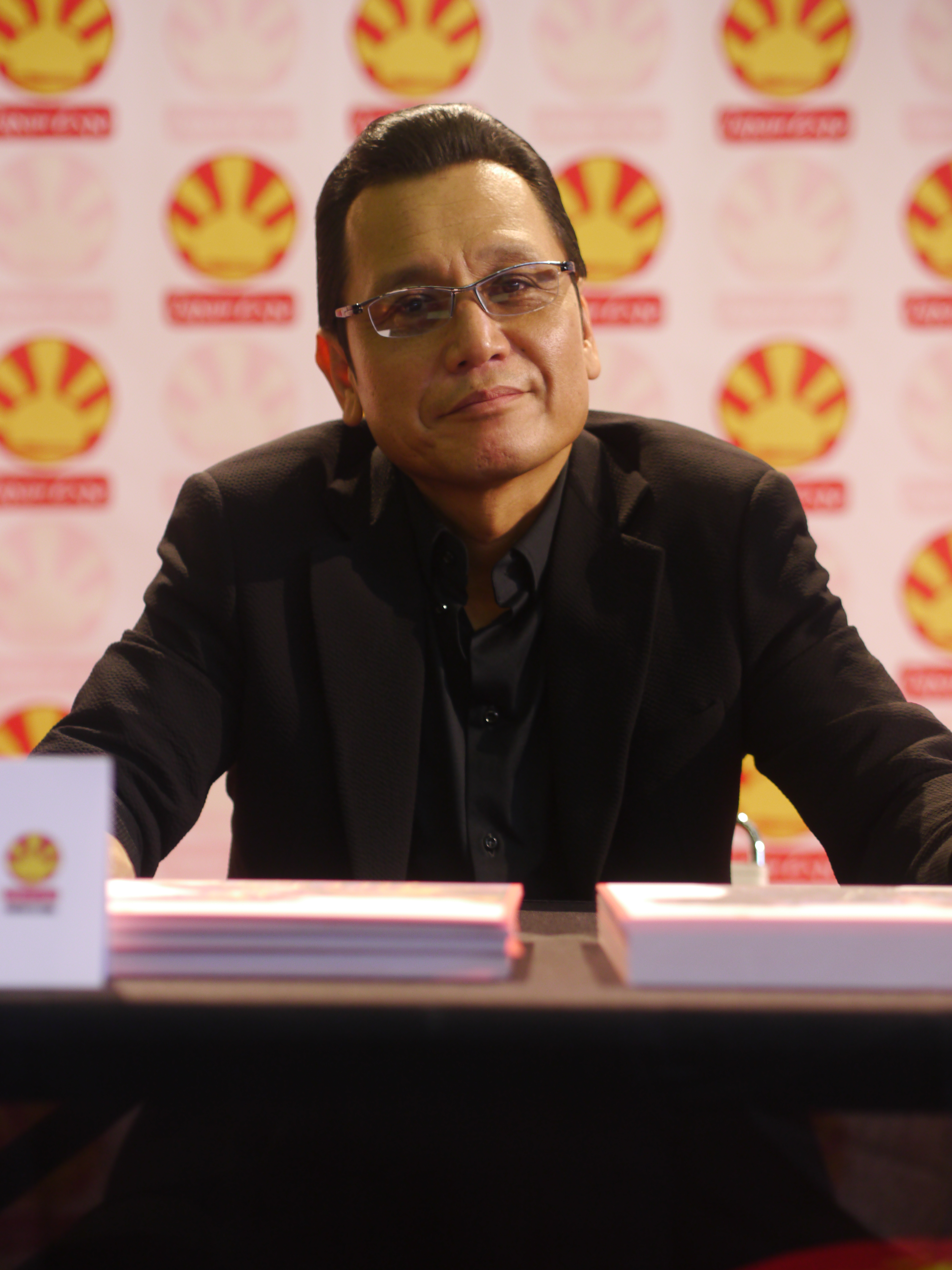
Tetsuo Hara auf der Japan Expo 2013 in Frankreich

Tetsuo Hara (jap. 原 哲夫, Hara Tetsuo; * 2. September 1961 in Shibuya, Tokio) ist ein japanischer Manga-Zeichner, der vor allem für Fist of the North Star bekannt ist.
Er begann seine Karriere als Assistent von Yoshihiro Takahashi (Ginga: Nagareboshi Gin). Zugleich nahm er Unterricht an der Manga-Schule Kazuo Koikes. 1982 wurde ihm für seine eigene Manga-Kurzgeschichte Super Challenger ein Nachwuchspreis, der 33. Fresh Jump Award des Verlags Shūeisha, verliehen. Es folgte mit Tetsu no Don Quijote (dt. „Der eiserne Don Quijote“) eine Manga-Serie in Shūkan Shōnen Jump zum Thema Motocross, die allerdings nach nur 10 Wochen wieder abgesetzt wurde.
Danach schuf Hara, auf Grundlage einer Idee seines Redakteurs Nobuhiko Horie, den Action-Manga Fist of the North Star. Geschrieben von Buronson alias Shō Fumimura erschien Fist of the North Star von 1983 bis 1988 in Shūkan Shōnen Jump. Die Beliebtheit von Fist of the North Star trug entscheidend dazu bei, die Auflage von Shūkan Shōnen Jump erheblich zu steigern.
Nach Fist of the North Star schuf Hara zahlreiche weitere Manga, die jedoch bei Weitem nicht dasselbe Ausmaß an Popularität erreichten. Unter diesen ist Hana no Keiji, das in der Sengoku-Zeit spielt und auf der Lebensgeschichte der historischen Persönlichkeit des Samurai Maeda Toshimasu basiert, mit 18 Sammelbänden der umfangreichste. Diese Werke erschienen noch in Shūkan Shōnen Jump, doch im Jahr 2000 gründete Hara mit u. a. Horie, der ebenfalls seine Tätigkeit für Shūeisha beendete, seine eigene Firma Coamix. Mit Coamix startete Hara ein neues Manga-Magazin, Shūkan Comic Bunch. In diesem veröffentlichte er Sōten no Ken (Fist of the Blue Sky), eine Fortsetzung von Fist of the North Star.
Hara leidet unter der Augenkrankheit Keratokonus, welche seine Zeichnertätigkeit zunehmend beeinträchtigt, so dass er bei dieser auf die Mitarbeit von Assistenten angewiesen ist und nicht mehr so viele Manga-Seiten pro Tag fertigstellen kann wie zu Beginn seiner Karriere.